# Немецкая физика

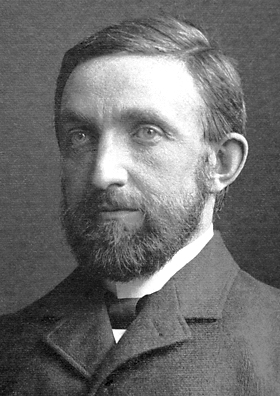
Филипп Ленард, один из первых архитекторов движения Немецкая физика

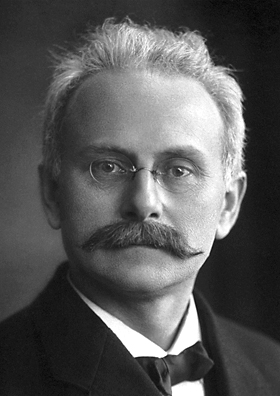
Йоханнес Штарк

«Немецкая физика» («арийская физика»; нем. Deutsche Physik, Arische Physik) — националистическое движение в среде немецких физиков начала 1930-х годов, возникшее в результате непонимания и неприятия новых физических теорий, ныне известных как теория относительности и квантовая механика, то есть прежде всего работ Альберта Эйнштейна, на которые был навешен ярлык «еврейская физика» (нем. Jüdische Physik).
Термин, введённый Филипом Ленардом (лауреатом Нобелевской премии по физике за 1905 год) в заглавии его учебника «Немецкая физика в четырёх томах», был подхвачен менее значимыми немецкими учёными в этом академическом противостоянии, происходившем на фоне и с использованием нарастающего в обществе национализма и антисемитизма. Ещё одним значительным учёным, принимавшим активное участие в деятельности «немецких физиков», был Йоханнес Штарк, нобелевский лауреат по физике за 1919 год. Расистская и фашистская идеология одно время была настолько популярной в научных кругах, что знаменитой указывают опубликованную в 1938 году в английском журнале Nature статью об арийской и еврейской физике.
В современном контексте термин «арийская физика» и его разновидности могут употребляться как эвфемизм понятия «лженаука» — в случаях, отягощённых соответствующей сегрегационной или изоляционистской атрибутикой.